# Route nationale 502
Die N502 war von 1933 bis 1973 eine französische Nationalstraße, die zwischen der N88 östlich von Rive-de-Gier und Champier verlief. Ihre Länge betrug 62 Kilometer. Das Stück zwischen der N7 und N86 war schon ab 1907 eine Nationalstraße. Damals noch ohne Nummer.